# Pekelský Důl
Pekelský Důl je malá vesnice a část města Česká Kamenice v okrese Děčín. Nachází se na severozápadě České Kamenice. Pekelský Důl leží v katastrálním území Česká Kamenice o výměře 5,62 km².

## Historie
První písemná zmínka o vesnici pochází z roku 1833.

## Obyvatelstvo
Při sčítání lidu v roce 1921 ve vsi žilo 228 obyvatel (z toho 111 mužů), z nichž bylo deset Čechoslováků a 218 Němců. Kromě tří členů nezjišťovaných církví byli římskými katolíky. Podle sčítání lidu z roku 1930 měla vesnice 252 obyvatel: deset Čechoslováků, 241 Němců a jednoho cizince. Většina 232 osob se hlásila k římskokatolické církvi, tři lidé k evangelickým církvím, jeden k nezjišťovaným církvím a šestnáct lidí bylo bez vyznání.
|           | 1869 | 1880 | 1890 | 1900 | 1910 | 1921 | 1930 | 1950 | 1961 | 1970 | 1980 | 1991 | 2001 | 2011 |
| --------- | ---- | ---- | ---- | ---- | ---- | ---- | ---- | ---- | ---- | ---- | ---- | ---- | ---- | ---- |
| Obyvatelé | 182  | 186  | 199  | 202  | 248  | 228  | 252  | 135  | 126  | 106  | 114  | 65   | 59   | 75   |
| Domy      | 28   | 33   | 35   | 36   | 39   | 39   | 41   | 37   | —    | 27   | 27   | 28   | 31   | 34   |

## Pamětihodnosti
- Přírodní rezervace Pekelský důl